# FK Igalo 1929
FK Igalo 1929 (crnogorski: ФК Игало 1929) nogometni je klub iz Igala, primorskog mjesta u Boki kotorskoj, Crna Gora.

U sezoni 2024./25. natječe se u Drugoj ligi Crne Gore.

## O klubu
Osnovan kao Primorje 1929. godine, FK Igalo je jedan od najstarijih nogometnih klubova na području općine Herceg Novi. Do 1970-ih Igalo je igrao u nižem rangu (u Crnoj Gori regionalna liga, 4. jugoslavenski rang). Prvu titulu prvaka regionalne lige Igalo je osvojio u sezoni 1975./76. Taj uspjeh donio je prvi plasman u Crnogorsku republičku ligu, u kojoj je proveo većinu vremena do crnogorske neovisnosti (2006.).
U sezoni 1987./88. FK Igalo je osvojio drugo mjesto u Republičkoj ligi, čime se plasirao u novoosnovanu Međurepubličku ligu (jugoslavenski 3. rang). Natjecao samo jednu sezonu u saveznom rangu, a novi uspjeh je došao tijekom sezone 1995./96. Te sezone Igalo osvaja naslov prvaka Crnogorske republičke lige i prvi put se plasirao u Drugu jugoslavensku ligu. FK Igalo je te sezone osvojio i Kup Republike Crne Gore. Momčad je igrala jednu sezonu u Drugoj ligi (1996./97.) u kojoj je završila na dnu tablice.
Nakon osamostaljenja Crne Gore Igalo je bio član Treće lige Crne Gore do sezone 2010./11. Te sezone klub je izborio plasman u Drugu ligu Crne Gore. Igalo je postao standardni član Druge lige, a najveći uspjeh u povijesti kluba ostvario je u sezoni 2014./15. Završivši kao trećeplasirani tim Druge lige, Igalo je sudjelovao u doigravanju za plasman u Prvu ligu protiv barskog Mornara. Nakon poraza od 0:2 u prvom susretu, Igalo je slavio u drugom susretu istim rezultatom (2:0), no izgubio je na penale.

### Mimoza kup
Od 1973. godine, Igalo je svake veljače domaćin tradicionalnog Mimoza kupa. U tom natjecanju nastupili su klubovi poput Budućnosti, Hajduka, Partizana, Crvene zvezde, Željezničara, Luzerna itd. To je najstariji nogometni turnir na crnogorskom primorju. Sve utakmice igraju se na Stadionu Solila.

## Uspjesi

### U Jugoslaviji (do 2006.)
- Crnogorska republička liga
  - Prvak (1): 1995./96.
- Regionalna liga (južna skupina)
  - Prvak (8): 1975./76., 1977./78., 1982./83., 1992./93., 1994./95., 1999./00., 2002./03., 2004./05.
- Republički kup Crne Gore
  - Osvajač (1): 1995./96.

### U Crnoj Gori (od 2006.)
- Kup Crne Gore
  - Finalist (1): 2017./18.
- Treća crnogorska liga (južna skupina)
  - Osvajač (2): 2010./11., 2019./20.

## Vanjske poveznice
- Službena web-stranica  Arhivirana inačica izvorne stranice od 22. siječnja 2023. (Wayback Machine)
- Profil na srbijasport.net